# Рудник Кліффс
Рудник Кліффс – гірничодобувний майданчик на заході Австралії. 
Розробку нікелевого родовища Кліфф почала в 2009 році корпорація BHP. 
Видобуток ведеться підземним способом, при цьому в 2014-му на північному фланзі на глибині у чотири сотні метрів почався непроектний рух породи, що в підсумку змусило зупинити всю копальню. В 2016-му після перепроектування почалось відновлення робіт.
Хоча Кліфф розташований лише за чотири кілометри від рудника Маунт-Кейт, проте видобуту руду транспортують автопоїздами на розташовану за шість десятків кілометрів збагачувальну фабрику Лейнстер. Тут руда з Кліфф, що має підвищений вміст нікелю, допомагає підтримувати якісні характеристики концентрату.
До початку розробки ресурси родовища Кліффс оцінювались лише у 1,3 млн тонн з середнім вмістом нікелю у 4,8% за категорією показані. В той же час, станом на середину 2020-х за рудником рахувались залишкові запаси у 1 млн тонн руди з середнім вмістом  1,9% плюс ресурси категорій виміряні та показані в розмірі 1,8 млн тонн у массивному сульфідному покладі з середнім вмістом 3,6%.